# My, którzy przeżyliśmy
My, którzy przeżyliśmy (jid. ‏מיר לעבנגעבליבענע‎ Mir lebngeblibene, hebr. ‏אנו שנשארנו‎ Anu sze-nisz’arnu, ang. We Who Remain) – film dokumentalny w reżyserii Natana Grossa z 1948. Jeden z ostatnich w Polsce filmów nagranych całkowicie w języku jidysz, stanowiący dokumentację odradzającego się życia kulturalnego Żydów w Polsce po II wojnie światowej.

## Produkcja
Odpowiedzialna za realizację filmu wytwórnia filmowa Kinor, produkowała go od września 1946 do kwietnia 1948. Premiera odbyła się 4 kwietnia 1948 w kinie „Włókniarz” w Łodzi. Reżyserem i autorem scenariusza był Natan Gross, za produkcję odpowiedzialny był Saul Goskind, zdjęcia – Jakub Goldberg. Autorem tekstu narracji był Efraim Kaganowski, a autorem muzyki był Szaul Berezowski.
Zdjęcia wykonano m.in. w Warszawie, przedstawiając cmentarz żydowski oraz ruiny warszawskiego getta, a także w sierocińcu w Otwocku oraz w Łodzi: w Domu Repatrianta przy ul. Jakuba 161, w sierocińcu w Helenówku, kibucu Ha-Szomer Ha-Cair przy ul. Kilińskiego 49.

## Fabuła
Film podzielono na 10 części, z których każda ma osobny tytuł, prezentują one odradzające się życie Żydów w Polsce. Sceny filmu przedstawiają m.in.: ludzi wracających po wojnie ze Związku Radzieckiego i poszukujących miejsca zamieszkania i swoich krewnych, opiekę nad dziećmi w sierocińcach żydowskich i występy dzieci, w tym m.in. śpiewanie przez nie po polsku „Prząśniczki”, realia życia w kibucach Droru, Gordonii, Ichudu i Haszomer Hacair, obrazuje funkcjonowanie spółdzielni pracy, takich jak zakłady krawieckie, szewskie i piekarnie.
W filmie zobrazowana jest także działalność Centralnej Żydowskiej Komisji Historycznej, w tym prace nad uporządkowaniem materiałów i zbiorów z okresu okupacji, w tym szkiców zmarłego w łódzkim getcie Maurycego Trębacza i lalki wykonane przez Icchaka Braunera, konserwację Archiwum Ringelbluma, a także działalność kulturalna Żydów, w tym funkcjonowanie Stowarzyszenia Pisarzy i Dziennikarzy Żydowskich, działalność spółdzielni Artystyczno-Malarskiej „Sztuka” oraz dzieła skupionych w niej artystów. Film zawiera również fragmenty spektakli z łódzkiego teatru żydowskiego, wystawa tablic upamiętniających rocznicę powstania w getcie warszawskim, prace nad modelem pomnika bohaterów getta, wystawa osiągnięć na Śląsku, skupiająca się na bohaterach getta warszawskiego, dokumentach i nagrodach za odwagę. Film kończy się optymistyczną zapowiedzią odrodzenia życia żydowskiego w Polsce.

## Obsada
- Rachela Auerbach – literatka
- Judyta Berg – tancerka
- Nachman Blumental – członek CŻKH
- Feliks Fibich(inne języki) – tancerz
- Leo Finkelstein – literat
- Mosze Grossman – literat
- Szmulik Goldsztejn – aktor
- Abraham Wolf Jasny – literat
- Ida Kamińska – aktorka
- Józef Kermisz – członek CŻKH
- Mojżesz Lipman – aktorka
- Natalia Lipman – aktor
- Marian Melman – aktor
- Michał Mirski – literat
- Adam Muszka – malarz i rzeźbiarz
- Natan Rapaport – rzeźbiarz
- Fania Rubina(inne języki) – śpiewaczka
- Jeszajahu Szpigel – literat
- Paweł Willenberg – malarz

Źródła: Mir Lebengeblibene, Życie kulturalne Żydów w Łodzi w latach 1945–1950.